# ريتشارد شورت
ريتشارد شورت (بالإنجليزية: Richard Short)‏ هو ممثل بريطاني، ولد في 8 أكتوبر 1975 في المملكة المتحدة.

## وصلات خارجية
- ريتشارد شورت على موقع IMDb (الإنجليزية)
- ريتشارد شورت على موقع قاعدة بيانات الفيلم (الإنجليزية)